# منصور بلهاني
منصور بلهاني (بالفرنسية: Mansour Belhani)‏ (من موليد 1 يناير 1990 في مستغانم) هو لاعب كرة قدم محترف جزائري. يلعب حاليًا كمهاجم للنادي الجزائري الأولمبي المدية.

## روابط خارجية
- منصور بلهاني على موقع قاعدة بيانات كرة القدم.إي يو (الإنجليزية)
- منصور بلهاني على موقع Soccerway.com (الإنجليزية)